# Tachigali grandistipulata
Tachigali grandistipulata är en ärtväxtart som beskrevs av Hermann August Theodor Harms. Tachigali grandistipulata ingår i släktet Tachigali och familjen ärtväxter. Inga underarter finns listade i Catalogue of Life.